# 共和国报 (意大利)
共和國報 （義大利語：la Repubblica）是意大利的一份综合性日报。它于1976年由Gruppo editoriale L'Espresso在罗马创立，當時是一家激进的左翼报纸。後來報紙立場逐漸轉向温和的中左翼，之後立場又轉變為中间派和自由主义。